# Obraz Matki Bożej Ostrobramskiej

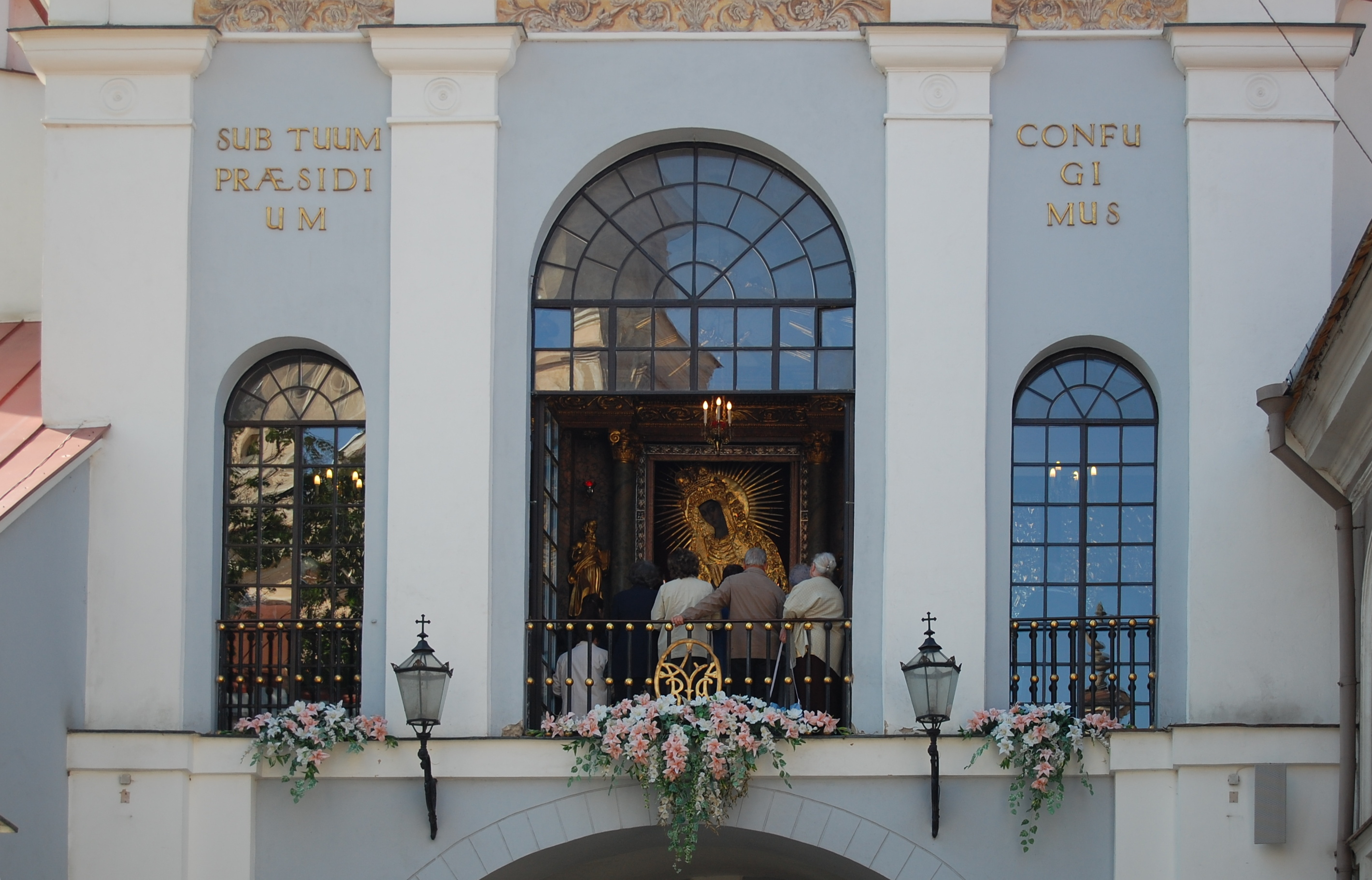
Zbliżenie Kaplicy Ostrobramskiej. Przez okno widoczny obraz Matki Boskiej Ostrobramskiej

Obraz Matki Bożej Ostrobramskiej (lit. Aušros Vartų Dievo Motina, biał. Маці Божая Вастрабрамская), Matka Boża Miłosierdzia, Królowa Korony Polskiej – wizerunek Matki Boskiej, prawdopodobnie z XVII wieku, znajdujący się w kaplicy ostrobramskiej w Wilnie. Przez wiernych uważany za cudowny. Jest jednym z symboli chrześcijaństwa w Polsce i na Litwie.

## Obraz
Wizerunek Madonny Miłosierdzia namalowany został na deskach dębowych techniką temperową na podkładzie klejowo-kredowym. Obraz ma wymiary 200 na 165 cm. Jest umieszczony na ścianie zewnętrznej, patrząc od strony miasta. Na przeciwległej ścianie znajduje się duże okno, z którego widać starówkę (w Panu Tadeuszu brama zostaje obrócona).
Autor obrazu nie jest znany. Niektórzy przypisują autorstwo Łukaszowi – artyście krakowskiemu, który podobny obraz namalował w 1624 dla kościoła Bożego Ciała w Krakowie. Według legendy Matka Boska ma rysy Barbary Radziwiłłówny.
Zdaniem prof. Marii Kałamajskiej-Saeed pierwowzorem zarówno obrazu krakowskiego jak i wileńskiego był obraz flamandzkiego malarza Martina de Vosa, namalowany ok. 1580 w dwóch wersjach graficznych, różniących się układem rąk.
Pierwszy z tych wariantów, rytowany przez Hieronima Wierixa, przedstawiający Maryję ze skrzyżowanymi na piersi rękoma, stał się wzorem dla obrazu ostrobramskiego, natomiast według drugiego, rytowanego przez Antoniego Wierixa, namalowany został obraz Matki Boskiej krakowskiej, podobnej do Ostrobramskiej, mającej jedynie ręce złożone w geście modlitewnym.
Obecnie postać Maryi zakrywa błyszcząca złotem sukienka. Widoczna jest tylko wyrazista twarz i skrzyżowane na piersiach dłonie.
Pod metalową sukienką Ostrobramska Pani ubrana jest w czerwoną tunikę z podwiniętymi rękawami. Szyja okryta jest szalem, a głowa białą chustą. Całą postać okrywa zielonkawo-błękitny płaszcz zarzucony na głowę i ramiona. Tło obrazu ma odcień brązu.

## Historia

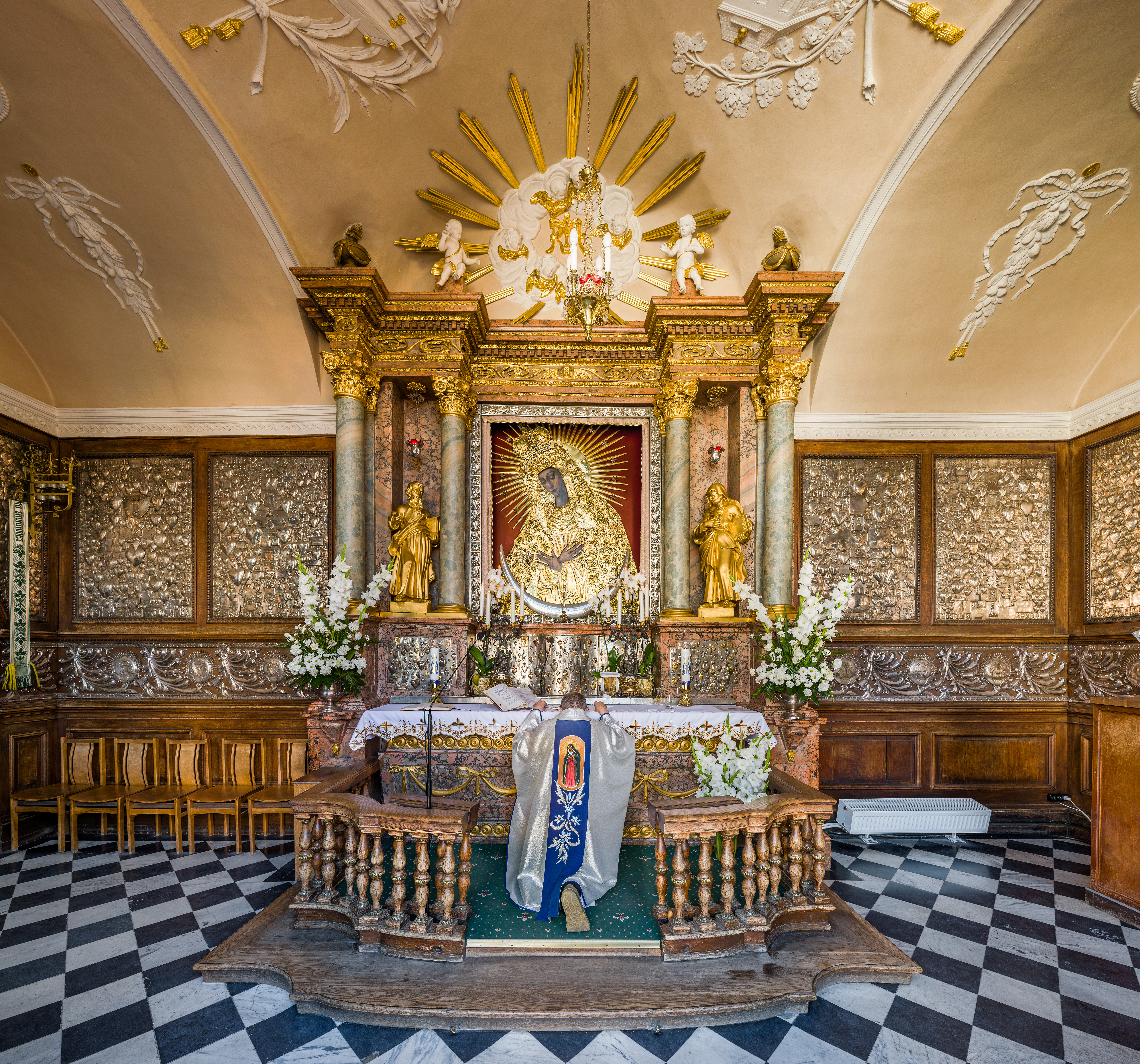
Obraz Matki Bożej Ostrobramskiej w złotej sukience i koronach

Na początku XVII wieku na Ostrej Bramie w Wilnie został wystawiony obraz Matki Boskiej. Szczególny kult wizerunku rozpoczął się po najeździe moskiewskim na Wilno w 1655. W 1671 lub 1672, z inicjatywy księdza Franciszka Kielczewskiego (znanego jako o. Karola od Ducha Świętego), zbudowano przy bramie drewnianą kaplicę. Nie wiadomo dokładnie, kiedy został umieszczony w niej wizerunek Matki Boskiej.
Świątynia spłonęła w 1711, a już w roku następnym odbudowano ją jako murowaną. Według legendy, obraz wyniósł z ognia młody zakonnik. W 1761 karmelita o. Hilańon (ks. Rościszewski) wydał Relację o Cudownym Obrazie....
W 1794 przy Ostrej Bramie miało miejsce starcie oddziału wojsk rosyjskich szturmujących Wilno z obrońcami miasta (powstańcami Jasińskiego). Podczas tych zajść ucierpiała kaplica i wizerunek. Uszkodzenia naprawiono w tym samym roku.
W okresie zaborów w Ostrej Bramie (oraz na ulicy pod nią) miały miejsce patriotyczne manifestacje, szczególnie w czasach powstania styczniowego. Kult Matki Boskiej Ostrobramskiej stał się wówczas częścią polskiego ruchu niepodległościowego, wymierzonego przeciw rosyjskiemu zaborcy. Po stłumieniu powstania styczniowego w 1864, w obawie przed niepożądanymi reakcjami władz rosyjskich, polski napis na frontonie kaplicy:
Matko Miłosierdzia pod Twoją obronę uciekamy się zmieniono na łaciński: MATER MISERICORDIAE, SUB TUUM PRAESIDIUM CONFUGIMUS.
Kult Maryi Ostrobramskiej został spopularyzowany po wydaniu poematu Pan Tadeusz Adama Mickiewicza. Narrator w inwokacji utworu kieruje słowa do Matki Boskiej Ostrobramskiej, prosząc ją o łaskę powrotu emigrantów do Polski:

Panno święta, co Jasnej bronisz Częstochowy 

I w Ostrej świecisz Bramie! Ty, co gród zamkowy

Nowogródzki ochraniasz z jego wiernym ludem!

Jak mnie dziecko do zdrowia powróciłaś cudem, [...]

Tak nas powrócisz cudem na Ojczyzny łono.

Wizerunek Matki Miłosiernej około 1671 został zasłonięty srebrną, złoconą sukienką. Od 1849 charakterystyczną ozdobę obrazu stanowi wielki, odwrócony sierp srebrnego półksiężyca z wygrawerowanym napisem Dzięki Tobie składam Matko Boska za wysłuchanie próśb moich, a proszę Cię, Matko Miłosierdzia, zachowaj mnie nadal w łasce i opiece Swojej Przenajświętszej W. I. J. 1849 roku – wotum z 1849. Choć nigdy nie był przymocowany do obrazu, tworzy z nim jednak optycznie jedność, pełniąc rolę wyrazistego akcentu zamykającego kompozycję całości. Na całą kompozycję wizerunku Pani Ostrobramskiej składają się dwie korony (nałożona jedna na drugą). Korony są ze złoconego srebra, jedna barokowa dla Królowej Niebios, druga rokokowa dla Królowej Polski.
W roku 1927 Jan Rutkowski dokonał renowacji obrazu. 2 lipca 1927 na Placu Katedralnym w Wilnie odbyła się koronacja Madonny, której dokonał metropolita warszawski, kardynał Aleksander Kakowski. W uroczystościach uczestniczyli m.in.: Józef Piłsudski i Ignacy Mościcki. Do koronacji użyto nowych, sporządzonych ze złota koron, ufundowanych ze składek społecznych. Insygnia te zaginęły w czasie II wojny światowej.

## Kult

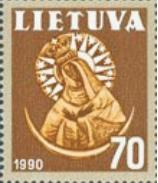
Litewski znaczek z 1991 roku

Wspomnienie Matki Boskiej Ostrobramskiej obchodzone jest 16 listopada. W 1993 Ostrą Bramę nawiedził papież Jan Paweł II. Zgodnie z tradycją, wielu wiernych pokonuje schody wiodące do kaplicy na kolanach. Wokół ołtarza znajdują się wota dziękczynne. Wśród nich m.in. tabliczka ofiarowana przez Józefa Piłsudskiego, z napisem Dzięki Ci Matko za Wilno.
Patronat
NMP Ostrobramska, Matka Miłosierdzia jest główną Patronką archidiecezji białostockiej i dzień 16 listopada jest obchodzony jako uroczystość, natomiast w archidiecezji warmińskiej, diecezji łomżyńskiej i diecezji drohiczyńskiej dzień ten jest liturgicznym świętem.

## Inne sanktuaria pw. MB Ostrobramskiej

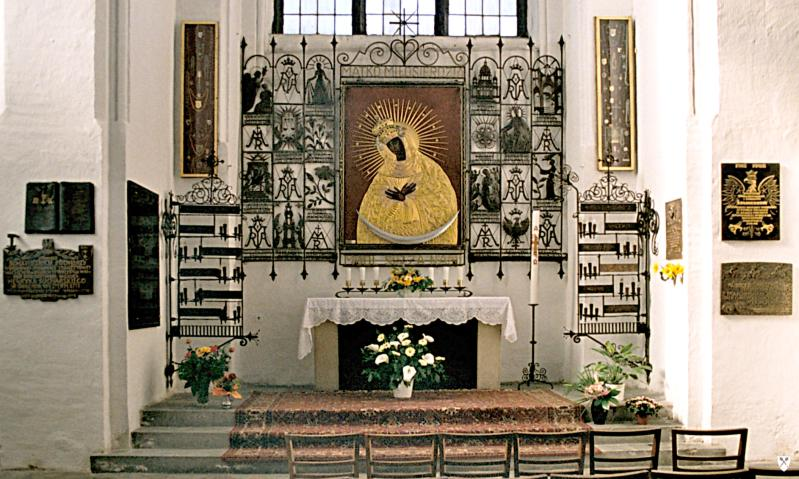
Kaplica Matki Boskiej Ostrobramskiej w bazylice Mariackiej w Gdańsku

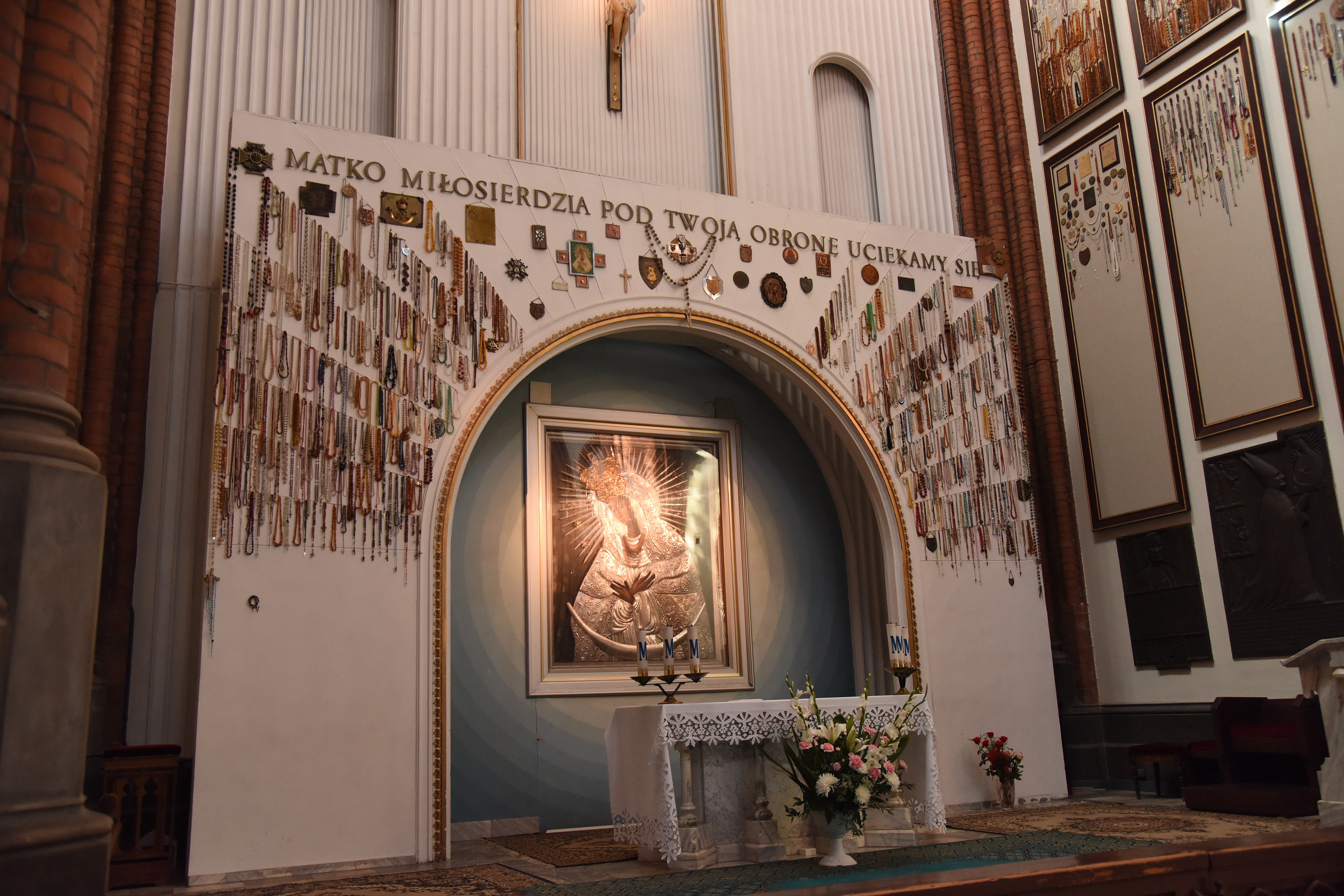
Ołtarz Matki Boskiej Miłosierdzia w bazylice archikatedralnej WNMP w Białymstoku

Sanktuaria Najświętszej Maryi Panny Ostrobramskiej, Matki Miłosierdzia znajdujące się na terenie Polski:
- Białystok – katedra białostocka[7]
- Gdańsk – kolegiata Serca Jezusowego we Wrzeszczu[8]
- Kętrzyn – bazylika kolegiacka św. Jerzego w Kętrzynie[9]
- Kraków – kościół Matki Boskiej Ostrobramskiej w Krakowie
- Łapy – kościół Świętego Krzyża w Łapach, kaplica Matki Boskiej Miłosierdzia, która jest kopią wileńskiej Ostrej Bramy[10]
- Olsztyn – archiprezbiterialne sanktuarium Najświętszej Maryi Panny Matki Miłosierdzia przy parafii Matki Boskiej Ostrobramskiej w Olsztynie[9]
- Skarżysko-Kamienna – sanktuarium Matki Bożej Ostrobramskiej[11]
- Warszawa – sanktuarium Matki Boskiej Ostrobramskiej w Warszawie[12]